# Vízíz
1962 óta tudjuk, hogy a víz egyedi ízérzetet vált ki rovarokban, de 2010-ig nem bizonyították, hogy ez emlősöknél is így lenne. 2010-ben A. M. Rosen, A. T. Roussin és P. M. Di Lorenzo a Frontiers in Neuroscience-ben publikálta cikkét, mely bizonyítja, hogy az emlősök is külön ízmodalitásként érzékelik a víz ízét.
Az ízlelésben alapvetően 5 alapízt különítünk el, melyek: édes, sós, savanyú, keserű és umami.
A kísérlet célja: leírni az NTS és PbN sejtjeinek vízre adott válaszát, melyek a vízízt önálló ízingerként kezelik. Az NTS a Nucleus tractus solitarii (Nucleus of the solitary tract) rövidítése; olyan agytörzsi mag, melynek nagy szerepe van az ízérzékelésben, a szív- és érrendszeri- illetve légzési funkciókban. Kap információt az arcidegből (N. facies; VII.), a nyelv-garatidegből (N. glossopharyngeus; IX.) és a bolygóidegből (N. vagus; X.).
A kísérlet előkészítése: A kísérletet 108 patkányon (350-450g) végezték, amelyek megkötés nélkül bármennyi élelmet magukhoz vehettek a kísérlet előtt, emellett egy 12 órás nappal-éjszaka ciklushoz szoktatták őket. A kísérletben az Institutional Animal Care and Use Committee of Binghamton University állatkísérletekre vonatkozó előírásait vették figyelembe. Az NTS-ből származó adatoknál felhasználtak két korábbi kutatást a témában, de a PbN-ről szóló információk teljesen újak voltak.
A kísérlet menete: A kísérlet előtt a patkányokat altatták, majd eltávolították a nyakszirtcsontjukat illetve az agyhártyáikat. Az NTS vizsgálatánál eltávolították a kisagy hátsó részét, míg a PbN vizsgálatánál elég volt egy kisebb részt szabaddá tenni.
Az ízingereket NaCl(sós), HCl(savanyú), kinin (keserű), cukróz (édes) jelentette. Ezeket az anyagokat desztillált vízben oldották fel, és szobahőmérsékleten adták az állatoknak. Az ízinger előtt és után a patkányok vizet kaptak.

## Adatelemzés
A reakcióerősséget úgy mérték, hogy az inger adása utáni átlagos tüzelési gyakoriságból kivonták az inger adása előtti átlagos tüzelési gyakoriságot. Önmagában a vízre adott választ éppen azért nem tekinthették etalonnak, mert a sejtek egy bizonyos csoportja a vízre kiemelkedően erős választ adott. A sejtválaszt akkor tekintették mérvadónak, ha 2,5 normál szórásnyival nagyobb volt, mint az átlagos tüzelési gyakoriság. Minden sejtnek meghatározták a „best stimulus”-át, ami azt jelenti, hogy meghatározták azt a tesztingert, ami a legnagyobb választ váltja ki belőle. A szelektivitás a két legerősebb válasz összegének, és a két leggyengébb válasz összegének különbségeként volt meghatározott.

## Eredmények
135 sejtből vettek mintát ( 91 Nucleus tractus solitarii sejtből, és 44 Nucleus parabrachialis sejtből); az esetek többségében az ingert többször megismételték: A Nucleus tractus solitarii-ban 1-17 ismétlés volt (medián= 8), a Nucleus parabrachialis-ban 1-27 ismétlés volt (medián=8). A 91 Nucleus tractus solitarii sejtből 30 (azaz 33%-uk), a 44 Nucleus parabrachialis sejtből 17 (azaz 39%-uk) reagált a vízre az ízinger előtt vagy után. A sejtválaszoknak 4 fajtáját különböztették meg: három konkrétan a vízre válaszolt, egy pedig szomatoszenzoros válasz volt.
A négyféle sejt:
- serkentő („water-excitatory”)
- gátló („water-inhibitory”): ilyeneket csak a Nucleus tractus solitarii-ben figyeltek meg, ezek a sejtek leginkább a NaCl-ra reagáltak.
- feltételes („conditional-water”): Előfordulásuk körülbelül egyezett a Nucleus tractus solitarii-ben (15 a 30-ból; 50%) és a Nucleus parabrachialis-ban (7 a 17-ből;41%).
- szomatoszenzoros („somatosensory-water”): A Nucleus parabrachialis-ban egy darab ilyen sejtet találtak (1 a 17-ből; 6%), míg a Nucleus tractus solitarii-ben 20-at (20a 30-ból; 67%).

Az úgynevezett „water-best cell”-ek, (n=10) azaz a leginkább vízre reagáló sejtek a legerősebb bizonyítékai annak, hogy a víz íze önálló kódolócsatornán fut keresztül. Ezek közüla sejtek közül 4 „water-specialist” sejt, azaz olyan sejt, amely csak a vízre reagál, de semmilyen más stimulusra nem.
Érdekesség, hogy a vízre feltételes válaszokat adó sejtek NaCl vagy HCl „best-cell”-ek voltak a Nucleus tractus solitarii-ben, és NCl „best-cell”-ek voltak Nucleus parabrachialis-ban.
A vízíz mint önálló ízmodalitás
Három megközelítésből is indokolható az, hogy miért önálló ízmodalitás a víz íze.
1. A száj-garatüregben található egy önálló átalakító mechanizmus a víz számára. Ezt a struktúrát nemrég fedezték fel az emlősök száj-garatüregében; az itt található receptorok akkor aktiválódnak, ha víz éri őket.
2. A négyféle sejt elektrofiziológiai válaszait követve egy önálló csatornát találtak, mely a víz érzékelésével kapcsolatos információkat szállítja. Vízspecifikus válaszokat regisztráltak az NTS-ből,[6] PbN-ből,[7] thalamusból,[8] gustatoros kéregből.[9] Habár ezekről a válaszokról már több kísérlet is beszámolt, csak kevesen kutatták őket részletesen. Lehetséges, hogy a válaszok egy része taktilis vagy termális stimulációnak tudható be, ám a kísérlet olyan eseteket is regisztrált, amelyeknél ez az indoklás nem állja meg a helyét.
3. A „water specialist” sejtekből származó adatok szilárd bizonyítékai annak, hogy a víz központi reprezentációja más ízektől különáll.

A vízíz érzékelésének nagy szerepe van a folyadékbevitel szabályozásában (szomjúság). Érdekesség, hogy a primer gustatoros kéreg mindig aktiválódik víz hatására, de a szekunder kéreg csak víz-deprivált helyzetben.
A kísérletben felhasznált altató szomjúságérzetet okoz, ami az ízérzékelést befolyásolhatja, emellett nem lehetséges a Nucleus tractus solitarii és a NUcleus parabrachialis összes sejtjét vizsgálni, így lehetséges, hogy nem vettek észre egyéb, vízre reagáló sejteket.